# Paysages électroniques
 (novembre 2007).
Paysages électroniques est un festival de musique lillois consacré aux musiques électroniques et à la création numérique. Sa cinquième édition s'est déroulée en novembre 2009.

## Historique
Le festival a été créé en 2005 par l'association Abréaction-Zelabo. L’association voulait exprimer une volonté de « faire découvrir au public la créativité artistique liée à la technologie numérique, son accessibilité, sa convivialité et son esprit festif. »
Paysages électroniques propose d’élargir l’horizon des nouvelles formes de création en explorant des champs d’expressions artistiques liées au développement technologique, en favorisant l’émergence de nouvelles formes artistiques en musique, vidéo, multimédia, spectacle vivant, arts plastiques...
Issus de la scène "VJ", les organisateurs s'attachent à proposer chaque année une programmation originale de live audio-visuels et de VJ. Il s'agit notamment d'événements capables de réunir des artistes émergents avec des projets aboutis, des amateurs férus de musique électronique et des néophytes.

## Éditions successives
Les premières éditions, incluses dans le calendrier "10 Vagues", étaient concentrées sur le quartier du Vieux-Lille, proposant un dancefloor sur la pelouse de l'Îlot Comtesse.

### 2008
La quatrième édition a eu lieu au Palais des beaux-arts de Lille et au Tri Postal du 2 au 5 avril 2008. Elle était placée, selon ses organisateurs, sous le signe du partage et du plaisir, autour de la thématique Have some fun with technology !

### 2009
La cinquième édition se déroula en cinq lieux : le Palais des beaux-arts de Lille, L'Aéronef, L'Hybride, la Cave aux Poètes et Le Kiosk, du 6 au 14 novembre 2009.